# Instituto Allan Memorial
Instituto Allan Memorial (AMI), também conhecido coloquialmente como "O Allan") situa-se na encosta do Monte Real pelo campus da Universidade McGill,  em Montreal, Quebec, Canada. É nomeado em memória de Sir Hugh Allan, dono da mansão que se tornou o Allan Memorial.

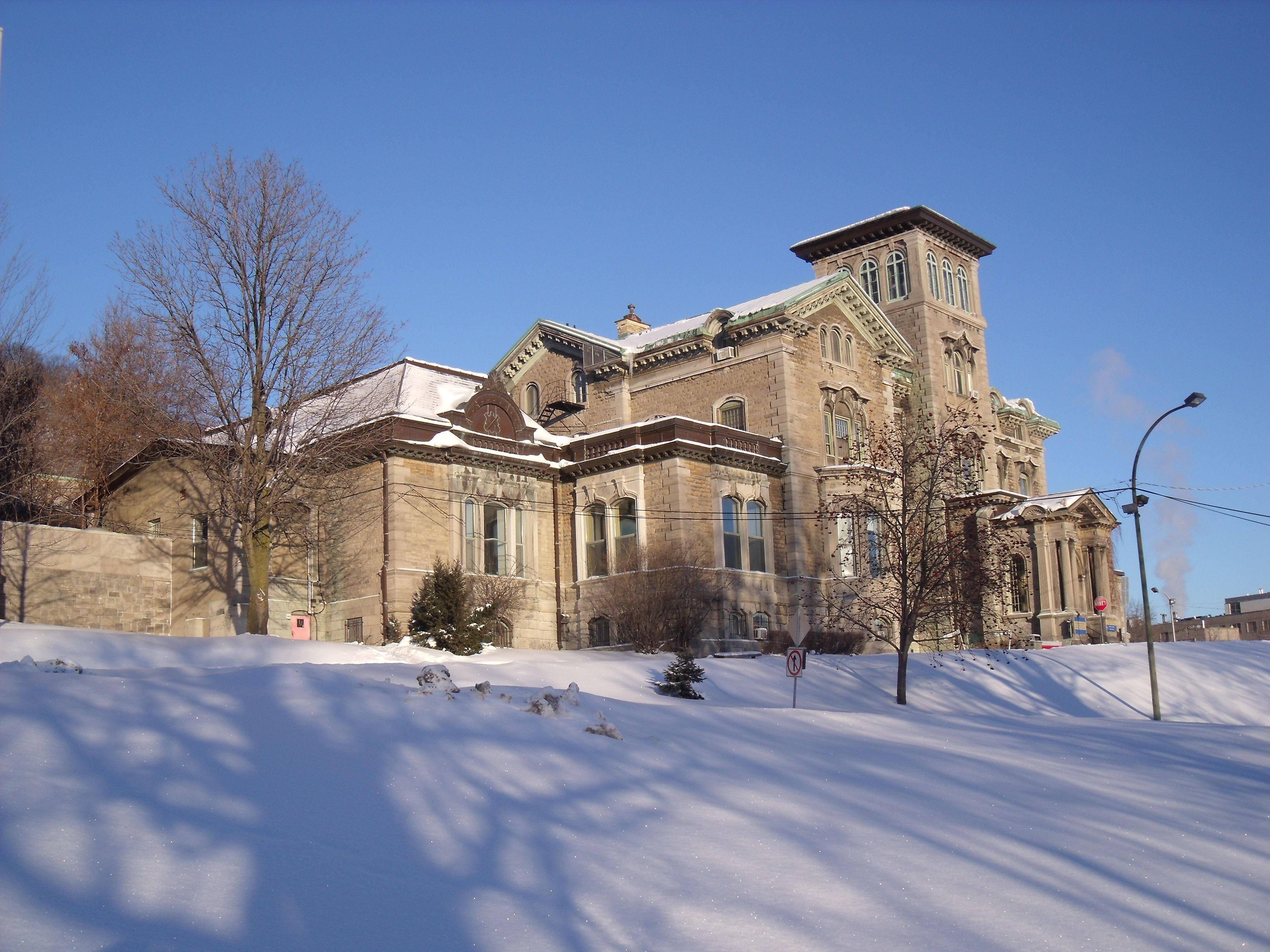
Casa de Hugh Allan - mais tarde o Instituto Allan Memorial (Montreal, Quebec, Canada)

O Departamento de Psiquiatria do Hospital Royal Victoria, parte do Centro de Saúde da Universidade McGill, funciona no Instituto Allan. 

## Projeto MKULTRAdaCIA

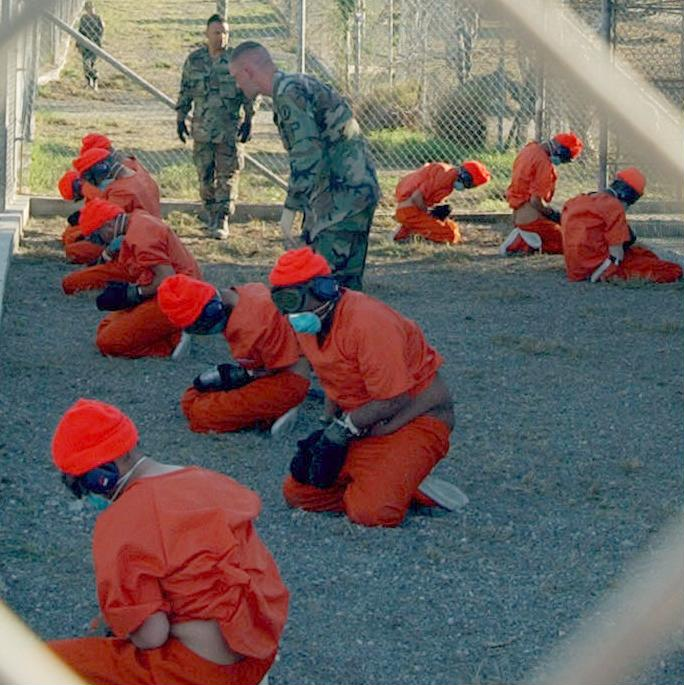
Prisioneiros-Guantanamo Base Naval Americana

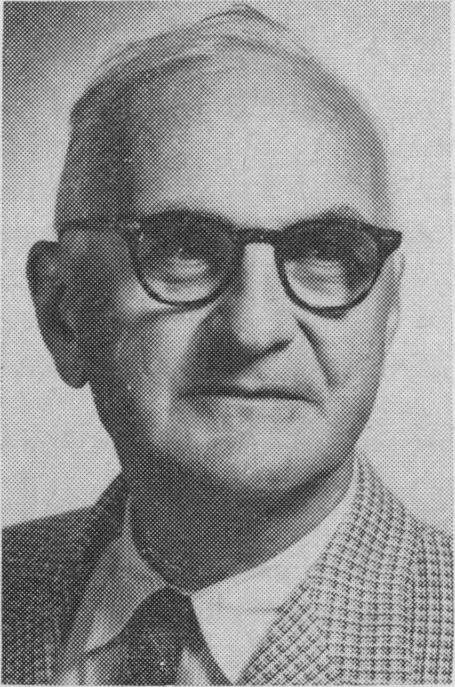
Dr.Cameron-MKULTRA-Universidade McGill

O Allan Memorial se tornou conhecido por seu papel no Projeto MKULTRA da CIA, uma iniciativa para desenvolver o controle da mente induzido por drogas, como revelou o Church Committee criado para investigar as atividades ilegais da CIA, entre outros objetivos. Experimentação MKUltra foi realizado no Instituto entre 1957 e 1964 por seu diretor fundador Ewen Cameron, figura venerada pela direção do Allan Memorial e da Universidade McGill por arrecadar grande montantes de recursos econômicos para a instituição. 

## Conexão com aUniversidade McGill
Assim como o  Allan Memorial está relacionado a Universidade McGill no Canada, através do Projeto MKULTRA, também ligado a Universidade está Donald O. Hebb, que foi chefe do departamento de psicologia da Universidade e visto como o precursor das experiencias ligadas ao MKULTRA.
Naomi Klein afirma em seu livro A Doutrina do Choque: a Ascensão do Capitalismo de Desastre de que a pesquisa de Ewen Cameron no Instituto Allan Memorial e sua contribuição para o MKULTRA não eram sobre o controle da mente e lavagem cerebral, mas sim "como criar um sistema de base científica para a extração de informações de "diante de resistência." Ou seja, como criar técnicas eficazes de quebrar a resistência de um individuo - ou seja " Como aprimorar técnicas de tortura".
Ela cita o pesquisador e historiador Alfred W. McCoy:"Com seus excessos bizarros, as experiências de Cameron, com base no avanço anterior de Donald O. Hebb, lançou as bases científicas para dois estágios método de tortura psicológica da CIA, afirma Alfred W. McCoy.